# Пензятка (приток Пензы)
Пензя́тка — река в Пензенской области, левый приток Пензы в бассейне реки Суры.
Река берёт начало на Керенско-Чембарской возвышенности вблизи села Городок Мокшанского района Пензенской области. Река Пензятка впадает в реку Пензу вблизи географического центра Пензенской области недалеко от д. Дубенское Пензенского района Пензенской области. Длина 15 км, площадь бассейна 103 км². Русло извилистое, песчаное. Иногда (в том числе на картах Google Maps) Пензяткой неправильно называют всю верхнюю часть реки Пензы.

## Данные водного реестра
По данным геоинформационной системы Федерального агентства водных ресурсов:
- Код водного объекта в государственном водном реестре — 8010500312110000035947
- Код по гидрологической изученности (ГИ) — 110003594
- Номер тома по ГИ — 10
- Выпуск по ГИ — 0